# Station Vinderup
Station Vinderup is een station in Vinderup in de Deense gemeente Holstebro. Het station ligt aan de lijn Langå - Struer. Vinderup wordt voornamelijk bediend door de treinen van Arriva op de lijn 
Aarhus - Struer. Een paar keer per dag wordt de dienst gereden door treinen van de DSB.
Het stationsgebouw uit 1915 is een ontwerp van de meest productieve stationsarchitect in de geschiedenis van de DSB, Heinrich Wenck. Het gebouw heeft tot 1973 gefungeerd als station en werd toen omgebouwd tot Kro.